# Krakning
Krakning kommer af det engelske ord cracke som betyder at knække.
Ordet krakning bruges oftest i sammenhæng med den kemiske verden, hvor man bruger det til at forklare at man knækker de lange alkankæder over i mindre stykker, og ved hjælp fra andre stoffer kan lave dobbeltbindinger.
Krakning foregår på den måde at man varmer væsken med alkankæderne op til omkring de 600 °C, for cirka ved den temperatur er varmebevægelserne så voldsomme at de længste kæder knækker. En mildere form for termisk krakning (450–500 °C) kaldes visbreaking (fra viscosity breaking, viskositets brydning).
Krakning bruges indenfor olieindustrien til at lave de lange alkaner om til mindre alkaner som er mere anvendelige i industrien. Et restprodukt der også bliver lavet af krakning er alkenen ethen.